# IC 5098
IC 5098 је двојна звијезда у сазвјежђу Ждријебе која се налази на листи објеката дубоког неба у Индекс каталогу.
Деклинација објекта је + 4° 29' 39" а ректасцензија 21h 15m 1,3s.